# فرانسيس وولف
فرانسيس وولف (بالإنجليزية: Frances Wolf)‏ هي فنانة تشكيلية أمريكية، ولدت في 1952 في بروكلين في الولايات المتحدة.